# Carlos Muñiz Seisdedos
Carlos Muñiz Seisdedos (n. Benavente, 25 de noviembre de 1985) es un jugador de fútbol sala internacional, actualmente jugando en el Atlético Benavente FS de Segunda División. Su posición natural es la de Ala-Pivot.

## Biografía
Tras su formación en la cantera del Interviú Fadesa, Charlie es fichado por el Móstoles 2008 para jugar en sus categorías inferiores, en el equipo de juveniles. Tras dos años, siendo uno de los mejores jugadores de las categorías inferiores, Charlie, hace a finales de la temporada 2003/2004 su debut con el primer equipo del Móstoles 2008, debutando así en la División de Honor de la LNFS.
En la siguiente temporada, la 2004/05, es subido al primer equipo, portando en su camiseta el número 14. Siendo una joven promesa para el futuro, no termina de cuajar en División de Honor, por lo tanto, es cedido en la campaña 2005/06 al Pinto FS de División de Plata.
En el Pinto FS permanecerá cedido 2 años, en las temporadas 2005/06 y 2006/07, llevando el dorsal 6 a su espalda, siendo uno de los jugadores clave de su equipo.
Pero su mejor temporada llegará en la 2007/08, cuando es repescado por el Móstoles 2008, para formar parte de nuevo de su primer equipo. En esta temporada, a principios de ella lucirá el dorsal 6, que cambiará a mitad de temporada por el dorsal 8.
Durante estos años, Charlie será un fijo en las convocatorias para la selección española sub-21 de fútbol sala, hasta superar la edad límite para poder jugar en dicha categoría.
Charlie, es uno de los jugadores con más minutos de su equipo, habiendo marcado en la presente temporada 8 goles, participando en 26 partidos y recibiendo 5 tarjetas amarillas. 
Actualmente, los aficionados le llaman cariñosamente "Kun" debido a su parecido el jugador del Atlético de Madrid, Sergio Agüero.
Tras finalizar su mejor temporada en División de Honor, Charlie rescindió el contrato que le unía al Móstoles 2008, debido a la mala situación económica de su club. Quedando libre, el Gestesa Guadalajara se hizo con sus servicios para la temporada 2008/2009 en el Gestesa Guadalajara llevaría el dorsal 10. Tras dos temporadas en el equipo alcarreño, el benaventano apuesta por dar un salto de categoría firmando un nuevo contrato con el Lobelle de Santiago. Es el año en el que Charlie debuta con la selección nacional de fútbol sala, compartaniendo vestuario con los mejores jugadores nacionales; habiendo alcanzado a día de hoy hasta 21 internacionalidades.

## Trayectoria
- Se formó en el club acd La Vega de Benavente a las órdenes de Hipólito Esteban Gusano, exjugador de 1ª división del celta vigo.
- 2001-2002 - Atlético Benavente FS
- 2002/2003 - Categorías inferiores del Móstoles 2008
- 2003/2004 - Móstoles 2008
- 2004/2007 - Pinto FS
- 2007/2008 - Móstoles 2008
- 2008/2010 - Gestesa Guadalajara
- 2010/2012 - Autos Lobelle de Santiago Fútbol Sala
- 2012/2014 - Ríos Renovables Ribera Navarra
- 2014/2015 - Marfil Santa Coloma
- 2015/2016 - Levante UD DM
- 2016/ 2025    - Atlético Benavente FS

## Palmarés
- 1 Subcampeonato de la Copa de España (Cuenca 2008)
- Máximo Goleador de la Copa de España (Cuenca 2008) junto a Borja
- 1 Subcampeonato de la Copa del S.M el Rey (2015)